# Pecteilis radiata
Pecteilis radiata är en orkidéart som först beskrevs av Carl Peter Thunberg, och fick sitt nu gällande namn av Constantine Samuel Rafinesque. Pecteilis radiata ingår i släktet Pecteilis och familjen orkidéer. Inga underarter finns listade i Catalogue of Life.

## Bildgalleri

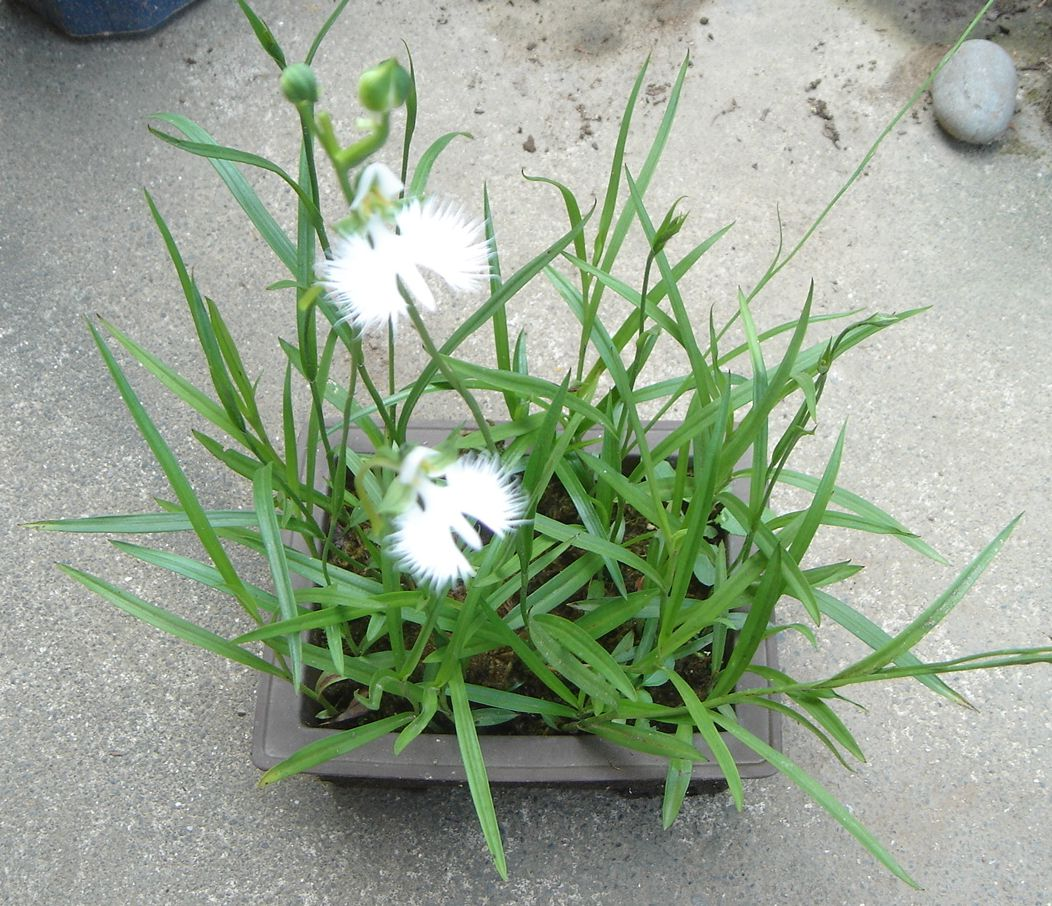
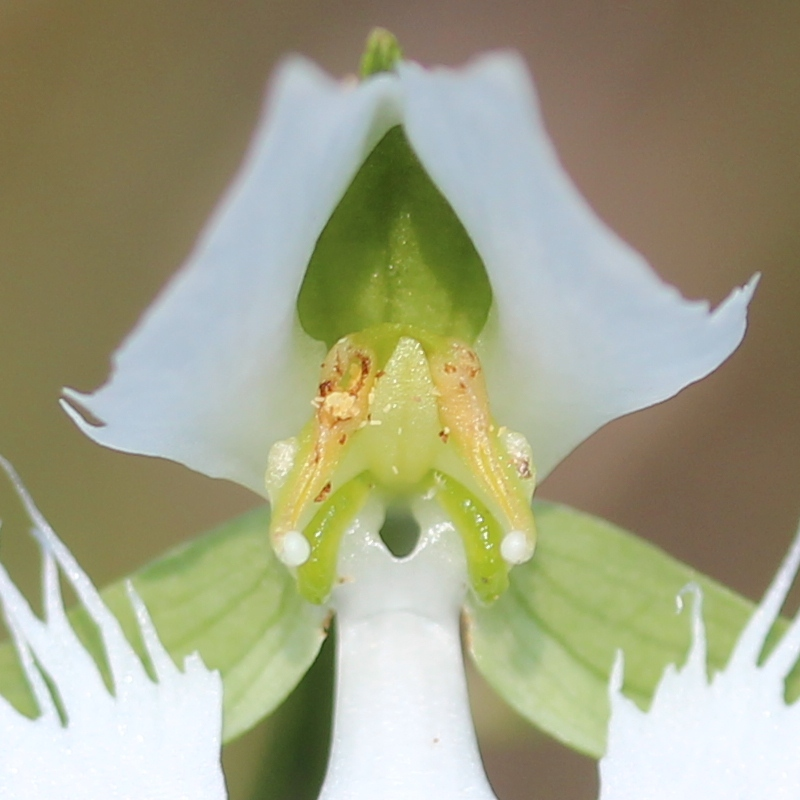
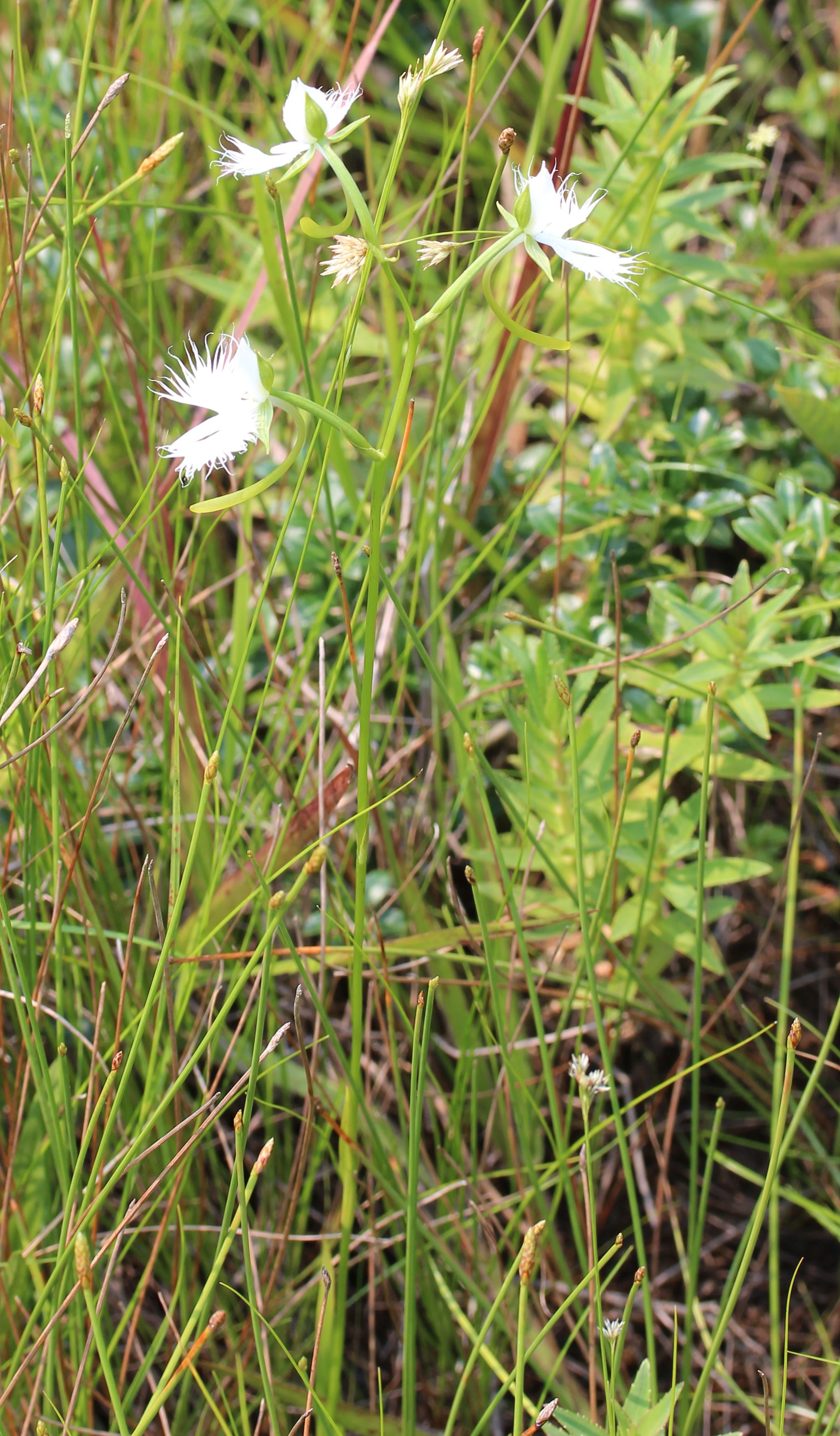
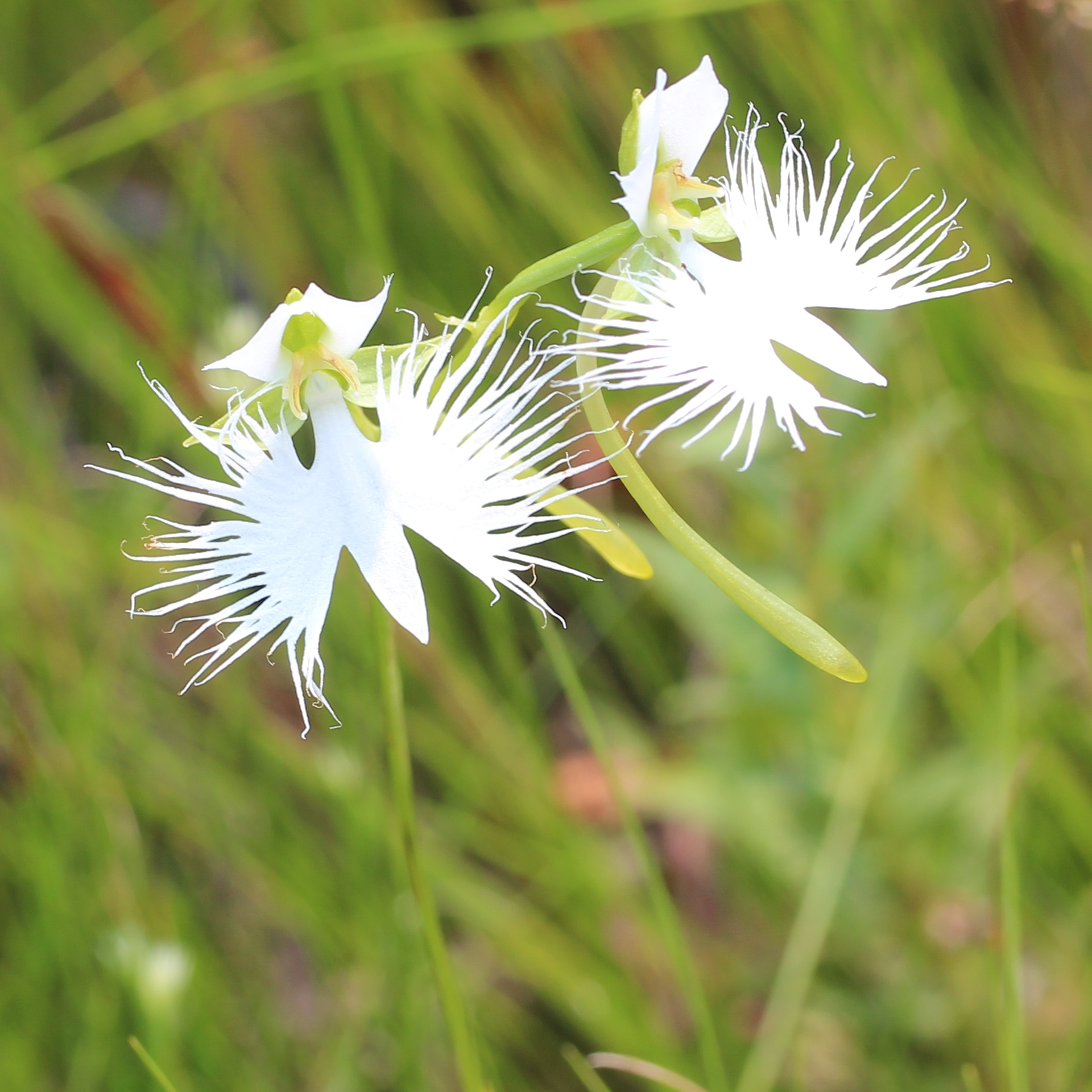
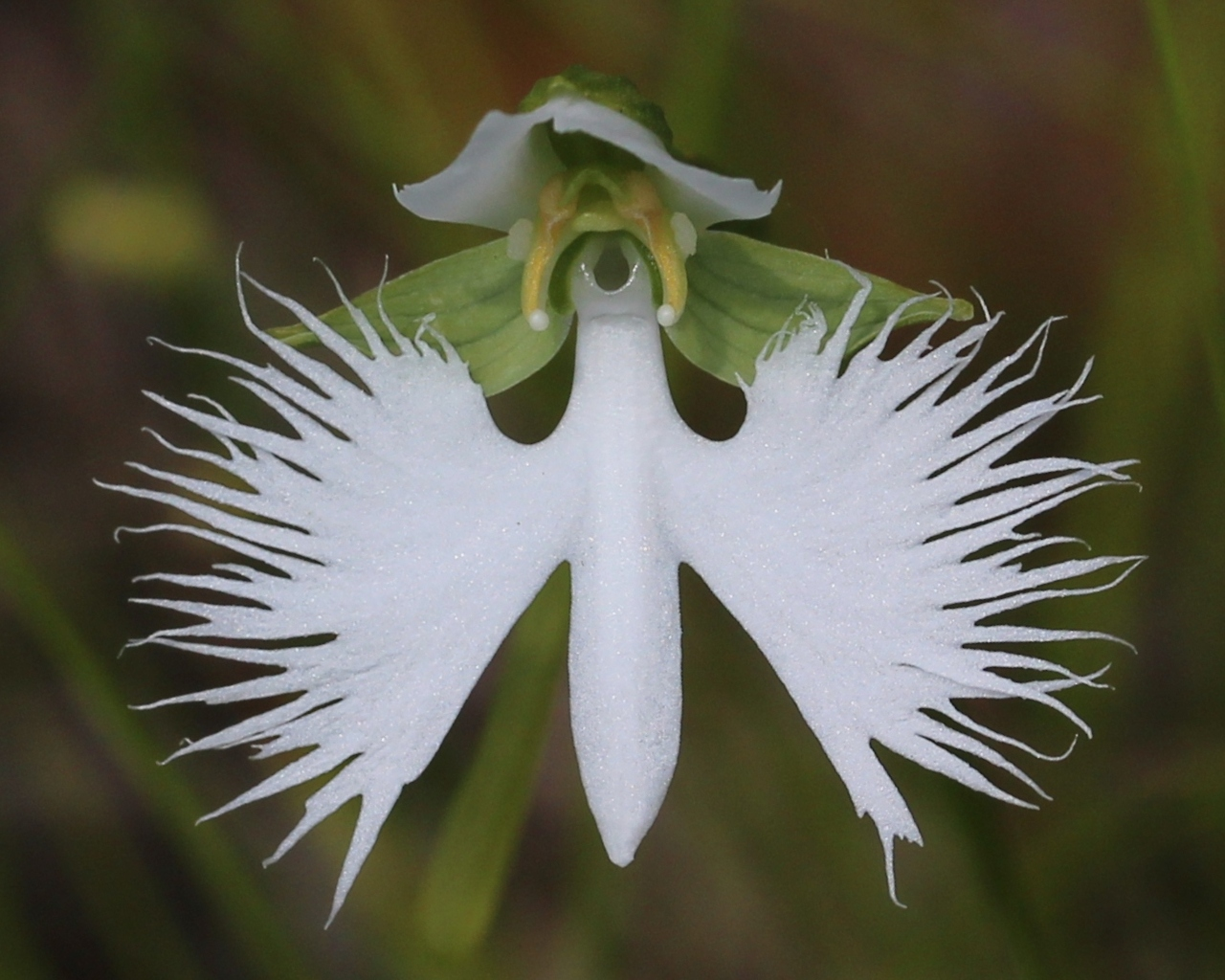
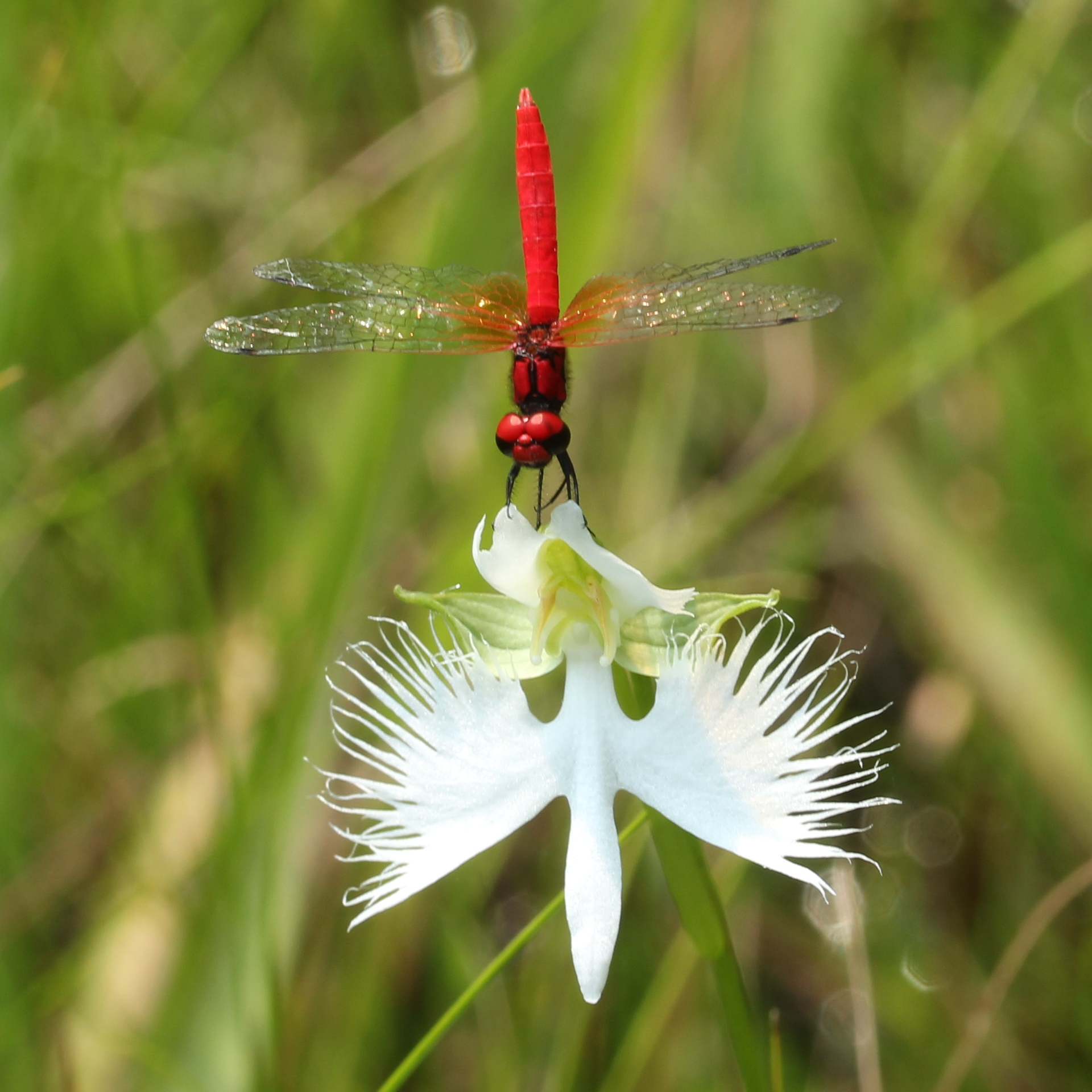